# Symetrická diference

Vennův diagram pro
Symetrický rozdíl množin je
Sjednocení bez průsečíku množin

V matematice se jako symetrická diference nebo symetrický rozdíl dvou množin označuje taková množina, která obsahuje všechny prvky z obou množin, které nejsou v jejich průniku. Symetrická diference množin A a B se značí jako
{\displaystyle A\,\triangle \,B}
nebo
{\displaystyle A\div B}
nebo
{\displaystyle A\ominus B.}
Například symetrická diference množin {\displaystyle \{1,2,3\}} a {\displaystyle \{3,4\}} je množina {\displaystyle \{1,2,4\}}. Symetrická diference množin dívek a studentů je množina všech dívek, které nejsou studentky, a všech chlapců studentů.
Potenční množina libovolné množiny s operací symetrické diference je abelovou grupou; neutrální prvek grupy je prázdná množina, a protože symetrická diference množiny se sebou samou je prázdná množina, tak každý prvek potenční množiny je svým vlastním inverzním prvkem.

## Vlastnosti

Vennův diagram pro

Symetrická diference je ekvivalentní se sjednocením obou rozdílů množin:
{\displaystyle A\,\triangle \,B=(A\smallsetminus B)\cup (B\smallsetminus A)}
a také může být vyjádřena jako sjednocení dvou množin bez jejich průniku:
{\displaystyle A\,\triangle \,B=(A\cup B)\smallsetminus (A\cap B)}
nebo pomocí operace XOR:
{\displaystyle A\,\triangle \,B=\{x:(x\in A)\oplus (x\in B)\}.}
Zvláště pak platí, že:
{\displaystyle A\triangle B\subseteq A\cup B.}
Symetrická diference je komutativní a asociativní:
{\displaystyle A\,\triangle \,B=B\,\triangle \,A,\,}
{\displaystyle (A\,\triangle \,B)\,\triangle \,C=A\,\triangle \,(B\,\triangle \,C).\,}
Průnik je distributivní nad symetrickou diferencí:
{\displaystyle A\cap (B\,\triangle \,C)=(A\cap B)\,\triangle \,(A\cap C),}